# Muthagadahalli, Magadi
Muthagadahalli là một làng thuộc tehsil Magadi, huyện Ramanagara, bang Karnataka, Ấn Độ.